# Campeonato Mundial de Futsal de 2015 (AMF)
El decimoprimer Campeonato Mundial de Futsal de la AMF se disputó en Bielorrusia, entre el 17 y 25 de abril de 2015, con base al reglamento de la Asociación Mundial de Futsal (AMF). En este certamen participaron 16 selecciones nacionales.
Los partidos de la fase de grupos de la competición se desarrollaron en Minsk, Brest y Pinsk. En Molodechno y Borísov tuvieron lugar los encuentros de gala. Las semifinales y la final se celebraron en Minsk. El 27 de enero fue realizado el sorteo.

## Ciudades y arenas
El torneo contó con cinco escenarios deportivos en cinco ciudades, que acogieron las distintas fases del mundial.
- Minsk: Minsk Arena (aforo de 15.000),
- Minsk: El Palacio de Deportes
- Maladzyechna: Ice Palace (aforo 3.311)
- Borisov: Phisical Center
- Brest: Complejo Deportivo "Victoria" (aforo 3.740)
- Pinsk: Complejo Deportivo de la Universidad Estatal de Polesie (aforo 3.000)

## Equipos participantes
En cursiva, los equipos debutantes.
En negrita, el equipo anfitrión.
| Confederación                                                   | Selección       | Clasificación                                    |
| --------------------------------------------------------------- | --------------- | ------------------------------------------------ |
| CSFS (Sudamérica) (6 cupos)                                     | Colombia        | (Campeón) 2011 y Oro World Games                 |
| CSFS (Sudamérica) (6 cupos)                                     | Paraguay        | (Subcampeón) 2011                                |
| CSFS (Sudamérica) (6 cupos)                                     | Argentina       | (3.er Puesto) 2011                               |
| CSFS (Sudamérica) (6 cupos)                                     | Brasil          | (Bronce) World Games                             |
| CSFS (Sudamérica) (6 cupos)                                     | Uruguay         | Invitado (País origen del Fútbol de salón)       |
| CSFS (Sudamérica) (6 cupos)                                     | Venezuela       | (Plata) World Games)                             |
| UEFS (Europa) (6 cupos)                                         | Bielorrusia     | (Anfitrión) y (Campeón) Eurofutsal 2014          |
| UEFS (Europa) (6 cupos)                                         | Rusia           | (4.to Puesto) 2011 Semifinalista Eurofutsal 2014 |
| UEFS (Europa) (6 cupos)                                         | Bélgica         | Subcampeón Eurofutsal 2014                       |
| UEFS (Europa) (6 cupos)                                         | Cataluña        | Semifinalista Eurofutsal 2014                    |
| UEFS (Europa) (6 cupos)                                         | Eslovaquia      | (5.to Puesto) Eurofutsal 2014                    |
| UEFS (Europa) (6 cupos)                                         | Israel          | (7.mo Puesto) Eurofutsal 2014                    |
| UEFS (Europa) (6 cupos)                                         | Noruega         | (8.vo Puesto) Eurofutsal 2014                    |
| UEFS (Europa) (6 cupos)                                         | País Vasco      | (9.no Puesto) Eurofutsal 2014                    |
| UEFS (Europa) (6 cupos)                                         | República Checa | (6.to Puesto) Eurofutsal 2014.                   |
| CONCACFUTSAL (Norteamérica, Centroamérica y El Caribe) (1 cupo) | Curazao         |                                                  |
| CAFUSA (África) (1 cupo)                                        | Marruecos       |                                                  |
| CAFS (Asia) (1 cupo)                                            | Kirguistán      |                                                  |
| OFC (Oceanía) (1 cupo)                                          | Australia       |                                                  |

- Previamente estas selecciones estaban preclasificadas al torneo pero al final no se concretó su clasificación

| - Canadá - Cataluña - Chile - Ecuador - Italia - México - País Vasco - República de China |

- Según este medio de prensa, las selecciones de  Cataluña,  País Vasco y  República de China fueron expulsados del torneo mundialista por la Federación de Bielorrusia, quien le había enviado esta carta a la AMF debido a temores por las supuestas represalias que podían tomar  España y  China por los conflictos políticos que presentan Cataluña vs España, País Vasco vs España y China vs Taiwán[7]

## Sorteo

### Líneas
El sorteo de los grupos se llevó a cabo el 27 de enero de 2015.
Los 16 equipos se dividieron en cuatro grupos de cuatro equipos, con el anfitrión Bielorrusia asignado automáticamente en la línea 1.
| Línea 1                                 | Línea 2                               | Línea 3                             | Línea 4                                |
| --------------------------------------- | ------------------------------------- | ----------------------------------- | -------------------------------------- |
| Bielorrusia Colombia Paraguay Argentina | Uruguay República Checa Rusia Bélgica | Noruega Brasil Eslovaquia Venezuela | Marruecos Australia Kirguistán Curazao |

### Grupos
| Grupo A                              | Grupo B                            | Grupo C                                    | Grupo D                               |
| ------------------------------------ | ---------------------------------- | ------------------------------------------ | ------------------------------------- |
| Bielorrusia Uruguay Brasil Australia | Paraguay Bélgica Noruega Marruecos | Colombia República Checa Venezuela Curazao | Argentina Rusia Eslovaquia Kirguistán |

## Sistema de juego
La primera fase estuvo compuesta por cuatro grupos de cuatro selecciones cada uno, disputándose del 17 al 21 de abril. Los dos primeros de cada grupo accedieron a los cuartos de final en llaves directas jugadas el 22 de abril, los ganadores de cada llave jugaron la semifinal el 24 de abril, los perdedores de las semifinales disputaron el 25 de abril el tercer lugar y posteriormente los ganadores de las semifinales se enfrentaron para definir el campeón.

## Primera fase

### Grupo A
Los juegos se disputaron en la ciudad de Minsk y Maladzyechna.
| Grupo A     | Pts | J | G | E | P | GF | GC | Dif |
| ----------- | --- | - | - | - | - | -- | -- | --- |
| Uruguay     | 6   | 3 | 3 | 0 | 0 | 12 | 5  | +7  |
| Bielorrusia | 4   | 3 | 2 | 0 | 1 | 6  | 5  | +1  |
| Brasil      | 2   | 3 | 1 | 0 | 2 | 7  | 5  | +2  |
| Australia   | 0   | 3 | 0 | 0 | 3 | 4  | 14 | -10 |

| 17 de abril de 2015 | Bielorrusia     | 2:1     | Brasil    | Minsk Arena, Minsk |  |
| 19:00               | Tesliuk 31' 33' | Reporte | 31' Duran |                    |  |

| 18 de abril de 2015 | Uruguay                                                                  | 7:2     | Australia                           | El Palacio de Deportes, Minsk |  |
| 17:00               | Marcio Sebastian 5' 13' 17' 22' · Mauricio Fabian 12' 21' · Leonardo 33' | Reporte | 13' Grant Lynch · 21' Matthew Hoole |                               |  |

| 19 de abril de 2015 | Bielorrusia                               | 2:3     | Uruguay                                   | El Palacio del Deporte, Minsk |  |
| 17:00               | Vladislav Seliuk 25' · Artiom Yakubov 40' | Reporte | 7' 37' Marcio Sebastian · 17' Elio Fabian |                               |  |

| 19 de abril de 2015 | Brasil | 5:1 | Australia | Ice Palace, Maladzyechna |  |
| 16:00               |        |     |           |                          |  |

| 20 de abril de 2015 | Uruguay                            | 2:1     | Brasil           | El Palacio del Deporte, Minsk |  |
| 18:00               | Esteban 17' · Marcio Sebastian 20' | Reporte | 18' Rafael Duran |                               |  |

| 20 de abril de 2015 | Bielorrusia                                | 2:1     | Australia       | El Palacio del Deporte, Minsk |  |
| 20:00               | Artiom Yakubov 27' · Alekséi Nalivaiko 34' | Reporte | 35' Grant Lynch |                               |  |

### Grupo B
Los juegos se disputaron en la ciudad de Minsk, Maladzyechna y Borisov.
| Grupo B   | Pts | J | G | E | P | GF | GC | Dif |
| --------- | --- | - | - | - | - | -- | -- | --- |
| Paraguay  | 4   | 3 | 2 | 0 | 1 | 15 | 8  | +7  |
| Bélgica   | 3   | 3 | 1 | 1 | 1 | 14 | 12 | +2  |
| Marruecos | 3   | 3 | 1 | 1 | 1 | 15 | 16 | -1  |
| Noruega   | 2   | 3 | 1 | 0 | 2 | 12 | 20 | -8  |

| 18 de abril de 2015 | Paraguay                                                                                              | 6:1     | Noruega             | El Palacio del Deporte, Minsk |  |
| 19:00               | Dario Herrera 16' · Jorge Espinoza 19' · Nicolas Saffe 25' 30' · Ever Salinas 27' · Oscar Caceres 28' | Reporte | Jørgen Bjelland 10' |                               |  |

| 18 de abril de 2015 | Bélgica                                                                        | 4:4     | Marruecos                                                            | Ice Palace, Maladzyechna |  |
| 16:00               | Bilal El Merboh 19' 26' · Hicham Channouf 24' · Steven Valentin G. Dillien 26' | Reporte | 11' 36' Yassine Qoli · 21' El Hafid Abdesbamade · 28' Yassine Laaraj |                          |  |

| 19 de abril de 2015 | Paraguay                                                                               | 6:3     | Bélgica                                                                     | El Palacio del Deporte, Minsk |  |
| 19:00               | Oscar Caceceg 10' · Dario Herrera 14' 38' 40' · Jorge Espinoza 18' · Nicolas Saffe 27' | Reporte | 17' Steven Valentin G. Dillien · 26' Soufiane Tigra · 34' Domien Vanderveck |                               |  |

| 19 de abril de 2015 | Noruega                                                                                            | 9:7     | Marruecos | Phisical Center, Borisov |  |
| 16:00               | Thierry Djedje 3' 20' 33' · Jørgen Bjelland 9' · Christian Ersland 27' 30' · Thomas Lyngbø 31' 32' | Reporte | 4' 20' Ahmed El Hammouchi · 6' El Hafid Abdesbamade · 9' Smail El Faroussi · 12' Yassine Laaraj · 19' Ahmed Ajouaou · 20' Bilal Amin |                          |  |

| 21 de abril de 2015 | Bélgica                                                                                 | 7:2     | Noruega                                | El Palacio del Deporte, Minsk |  |
| 18:00               | Hicham Channouf 2' 9' 19' · Steven Valentin G. Dillien 5' 18' 30' · Antoine Lemaire 36' | Reporte | Thomas Lyngbø 23' · Thierry Djedje 27' |                               |  |

| 21 de abril de 2015 | Paraguay                                                 | 3:4     | Marruecos                                                                          | El Palacio del Deporte, Minsk |  |
| 20:00               | Ever Salinas 3' · Dario Herrera 30' · Jorge Espenoza 34' | Reporte | 15' Yassine Laarajb · 18' El Hafid Abdessamade · 28' Yassine Qoli · 32' Bilal Amin |                               |  |

### Grupo C
Los juegos se disputaron en la ciudad de Brest.
| Grupo C         | Pts | J | G | E | P | GF | GC | Dif |
| --------------- | --- | - | - | - | - | -- | -- | --- |
| Colombia        | 6   | 3 | 3 | 0 | 0 | 19 | 3  | +16 |
| República Checa | 4   | 3 | 2 | 0 | 1 | 4  | 6  | -2  |
| Venezuela       | 2   | 3 | 1 | 0 | 2 | 9  | 8  | +1  |
| Curazao         | 0   | 3 | 0 | 0 | 3 | 4  | 19 | -15 |

| 18 de abril de 2015 | Colombia                                                              | 5:0     | Venezuela | Complejo Deportivo "Victoria", Brest |  |
| 16:00               | Camilo Gómez 6' · Pinilla 13' 23' · Jhon Celis 21' · Jorge Cuervo 32' | Reporte |           |                                      |  |

| 18 de abril de 2015 | República Checa | 1:1     | Curazao             | Complejo Deportivo "Victoria", Brest |  |
| 18:00               | Tomáš Abrhám 7' | Reporte | 16' Dannick Koeiman |                                      |  |

| 19 de abril de 2015 | Venezuela | 8:1     | Curazao           | Complejo Deportivo "Victoria", Brest |  |
| 16:00               | Humberto Moreno 3' · Carlos Mendez 5' · Marco Colina 19' · Enderson Suarez 24' 38' · Robert Mena 27' · Paolo Sánchez 32' · Roberto Ramos 40' | Reporte | 31' Luigino Hoyer |                                      |  |

| 19 de abril de 2015 | Colombia                                                     | 4:1 | República Checa | Complejo Deportivo "Victoria", Brest |  |
| 18:00               | Jorge Cuervo 16' · Andrés Murillo 27' 32' · Jhon Pinilla 31' |     | Martin Sop 24'  |                                      |  |

| 20 de abril de 2015 | República Checa                       | 2:1     | Venezuela          | Complejo Deportivo "Victoria", Brest |  |
| 17:00               | Tomáš Fichtner 3' · Miroslav Rott 24' | Reporte | Humberto Moreno 6' |                                      |  |

| 20 de abril de 2015 | Colombia | 10:2    | Curazao                                 | Complejo Deportivo "Victoria", Brest |  |
| 19:00               | Camilo Gomez 12' 26' · Diego Abril 17' 23' · Jhon Pinilla 27' · Dimas Alejandro Rodríguez 30' · Felipe Echavarria 31' · Cristifer Tuto Martínez 38' · Diego Castillo 39' | Reporte | 10' Stallone Isenia · 24' Jean Paulleta |                                      |  |

### Grupo D
Los juegos se disputaron en la ciudad de Pinsk.
| Grupo D    | Pts | J | G | E | P | GF | GC | Dif |
| ---------- | --- | - | - | - | - | -- | -- | --- |
| Argentina  | 5   | 3 | 2 | 1 | 0 | 13 | 1  | +12 |
| Rusia      | 5   | 3 | 2 | 1 | 0 | 11 | 5  | +6  |
| Eslovaquia | 2   | 3 | 1 | 0 | 2 | 8  | 15 | -7  |
| Kirguistán | 0   | 3 | 0 | 0 | 3 | 2  | 13 | -11 |

| 18 de abril de 2015 | Argentina | 10:0    | Eslovaquia | Universidad Estatal de Polesie, Pinsk |  |
| 16:00               | Miguel Tapia 1' 3' 21' · Gonzalo Pires 7' · Facundo Contreras 7' · Mariano Cardone 12' · Renzo Grasso 17' 40' · Diego Hernán Vázquez 19' · Marcelo Mescolatti 24' | Reporte |            |                                       |  |

| 18 de abril de 2015 | Rusia | 6:1     | Kirguistán        | Universidad Estatal de Polesie, Pinsk |  |
| 18:00               | Konstantin Markov 5' · Mihail Zapletin 22' 36' · Roman Senatorov 25' · Boris Vardanjan 26' · Afgan Rahmanov 40' | Reporte | 9' Adilet Kultaev |                                       |  |

| 19 de abril de 2015 | Eslovaquia                                                                                       | 5:1     | Kirguistán          | Universidad Estatal de Polesie, Pinsk |  |
| 16:00               | Anton Bahna 3' · Miloš Hubočan 15' · Michal Németh 21' · Vladimír Papajčík 27' · Libor Ťažký 35' | Reporte | 1' Daniar Abdraimov |                                       |  |

| 19 de abril de 2015 | Argentina        | 2:1     | Rusia              | Universidad Estatal de Polesie, Pinsk |  |
| 18:00               | Diego Koltes 36' | Reporte | 37' Afgan Rahmanov |                                       |  |

| 20 de abril de 2015 | Rusia                                                          | 4:3     | Eslovaquia                            | Universidad Estatal de Polesie, Pinsk |  |
| 17:00               | Sergej Harin 3' 23' · Andrej Chibirev 21' · Afgan Rahmanov 29' | Reporte | 25' Jozef Pápež · 35' Jakub Baranovič |                                       |  |

| 20 de abril de 2015 | Argentina                                    | 2:0     | Kirguistán | Universidad Estatal de Polesie, Pinsk |  |
| 19:00               | Mariano Cardone 16' · Marcelo Mescolatti 39' | Reporte |            |                                       |  |

## Fase final

### Cuadro General
|  | Cuartos de final    | Cuartos de final    |           |          | Semifinales         | Semifinales         |         |              | Final               | Final               |  |
|  | 22 de abril de 2015 | 22 de abril de 2015 |           |          | 24 de abril de 2015 | 24 de abril de 2015 |         |              | 25 de abril de 2015 | 25 de abril de 2015 |  |
|  |                     |                     |           |          |                     |                     |         |              |                     |                     |  |
|  |                     |                     |           |          |                     |                     |         |              |                     |                     |  |
|  | Uruguay             | 3                   |           |          |                     |                     |         |              |                     |                     |  |
|  | Uruguay             | 3                   |           |          |                     |                     |         |              |                     |                     |  |
|  | Bélgica             | 4                   |           |          |                     |                     |         |              |                     |                     |  |
|  | Bélgica             | 4                   |           | Bélgica  | 0                   |                     |         |              |                     |                     |  |
|  |                     |                     |           | Bélgica  | 0                   |                     |         |              |                     |                     |  |
|  |                     |                     | Colombia  | 6        |                     |                     |         |              |                     |                     |  |
|  | Colombia            | 5                   | Colombia  | 6        |                     |                     |         |              |                     |                     |  |
|  | Colombia            | 5                   |           |          |                     |                     |         |              |                     |                     |  |
|  | Rusia               | 3                   |           |          |                     |                     |         |              |                     |                     |  |
|  | Rusia               | 3                   |           |          |                     |                     |         | Colombia     | 4                   |                     |  |
|  |                     |                     |           |          |                     |                     |         | Colombia     | 4                   |                     |  |
|  |                     |                     | Paraguay  | 0        |                     |                     |         |              |                     |                     |  |
|  | Paraguay            | 4                   | Paraguay  | 0        |                     |                     |         |              |                     |                     |  |
|  | Paraguay            | 4                   |           |          |                     |                     |         |              |                     |                     |  |
|  | Bielorrusia         | 0                   |           |          |                     |                     |         |              |                     |                     |  |
|  | Bielorrusia         | 0                   |           | Paraguay | 2                   |                     |         | Tercer lugar | Tercer lugar        |                     |  |
|  |                     |                     |           | Paraguay | 2                   |                     |         | Tercer lugar | Tercer lugar        |                     |  |
|  |                     |                     | Argentina | 1        |                     |                     |         |              |                     |                     |  |
|  | Argentina           | 3                   | Argentina | 1        |                     |                     | Bélgica | 1            |                     |                     |  |
|  | Argentina           | 3                   |           |          |                     |                     | Bélgica | 1            |                     |                     |  |
|  | República Checa     | 2                   |           |          |                     |                     |         |              | Argentina           | 7                   |  |
|  | República Checa     | 2                   |           |          |                     |                     |         |              | Argentina           | 7                   |  |
|  |                     |                     |           |          |                     |                     |         |              |                     |                     |  |

### Cuartos de final
| 22 de abril de 2015 | Uruguay                                        | 3:4     | Bélgica                                                           | El Palacio del Deporte, Minsk |  |
| 18:30               | Marcio Sebastian 1' 22' · Augusto Fabricio 26' | Reporte | Steven Dillien 2' · Antoine Lemaire 17' 20' · Bilal El Merboh 28' |                               |  |

| 22 de abril de 2015 | Paraguay                                    | 4:0     | Bielorrusia | El Palacio del Deporte, Minsk |  |
| 20:15               | Dario Herrera 6' 19' 37' · Ever Salinas 23' | Reporte |             |                               |  |

| 22 de abril de 2015 | Colombia                                                                    | 5:3     | Rusia                                        | Complejo Deportivo "Victoria", Brest |  |
| 19:00               | Jorge Cuervo 3' · Camilo Gomez 14' 18' · Jhon Pinilla 23' · Diego Abril 26' | Reporte | 11' Afgan Rahmanov · 18' 35' Roman Senatorov |                                      |  |

| 22 de abril de 2015 | Argentina                                     | 3:2     | República Checa                   | Complejo Deportivo "Victoria", Brest |  |
| 21:00               | Marcelo Mescolatti 10' · Miguel Tapia 12' 46' | Reporte | 2' Martin Sop · 14' Miroslav Rott |                                      |  |

### Semifinales
| 24 de abril de 2015 | Bélgica | 0:6     | Colombia                                                                       | Minsk Arena, Minsk |  |
| 19:00               |         | Reporte | 3' 25' Camilo Gomez · 9' Jhon Pinilla · 10' 15' Jorge Cuervo · 29' Diego Abril |                    |  |

| 24 de abril de 2015 | Paraguay             | 2:1     | Argentina             | Minsk Arena, Minsk |  |
| 21:00               | Dario Herrera 9' 17' | Reporte | 3' Marcelo Mescolatti |                    |  |

### Tercer Lugar
| 25 de abril de 2015 | Bélgica              | 1:7     | Argentina                                                                                        | Minsk Arena, Minsk |  |
| 18:30               | Angelo De Brandt 26' | Reporte | 14' 16' Facundo Contreras · 15' 18' 27' Marcelo Mescolatti · 26' Miguel Tapia · 38' Renzo Grasso |                    |  |

### Final
| 25 de abril de 2015 | Colombia                                                                   | 4:0     | Paraguay | Minsk Arena, Minsk |  |
| 20:30               | Camilo Gómez 5' · Jorge Cuervo 17' · Diego Abril 20' · Dimas Alejandro 35' | Reporte |          |                    |  |

|                              |
| Bandera de Colombia          |
| Campeón Colombia 3.er Título |

## Tabla general
| Pos. | Equipo          | Pts | J | G | E | P | GF | GC | Dif. | Rend. |
| ---- | --------------- | --- | - | - | - | - | -- | -- | ---- | ----- |
| 1    | Colombia        | 12  | 6 | 6 | 0 | 0 | 34 | 6  | +28  | 100%  |
| 2    | Paraguay        | 8   | 6 | 4 | 0 | 2 | 21 | 13 | +8   | 66,6% |
| 3    | Argentina       | 9   | 6 | 4 | 1 | 1 | 24 | 6  | +18  | 75%   |
| 4    | Bélgica         | 5   | 6 | 2 | 1 | 3 | 19 | 28 | -9   | 41,6% |
| 5    | Uruguay         | 6   | 4 | 3 | 0 | 1 | 15 | 9  | +6   | 75%   |
| 6    | Rusia           | 5   | 4 | 2 | 1 | 1 | 14 | 10 | +4   | 62,5% |
| 7    | Bielorrusia     | 4   | 4 | 2 | 0 | 2 | 6  | 9  | -3   | 50%   |
| 8    | República Checa | 3   | 4 | 1 | 1 | 2 | 6  | 9  | -3   | 37,5% |
| 9    | Marruecos       | 3   | 3 | 1 | 1 | 1 | 15 | 16 | -1   | 50%   |
| 10   | Brasil          | 2   | 3 | 1 | 0 | 2 | 7  | 5  | +2   | 33,3% |
| 11   | Venezuela       | 2   | 3 | 1 | 0 | 2 | 9  | 8  | +1   | 33,3% |
| 12   | Eslovaquia      | 2   | 3 | 1 | 0 | 2 | 8  | 15 | -7   | 33,3% |
| 13   | Noruega         | 2   | 3 | 1 | 0 | 2 | 12 | 20 | -8   | 33,3% |
| 14   | Curazao         | 1   | 3 | 0 | 1 | 2 | 4  | 19 | -15  | 16,6% |
| 15   | Australia       | 0   | 3 | 0 | 0 | 3 | 4  | 14 | -10  | 0%    |
| 16   | Kirguistán      | 0   | 3 | 0 | 0 | 3 | 2  | 13 | -11  | 0%    |

## Premios y reconocimientos

### Goleadores
En cursiva jugadores y goles con los datos incompletos
| Jugador                    | Selección       | Goles |
| -------------------------- | --------------- | ----- |
| Dario Herrera              | Paraguay        | 10    |
| Marcio Sebastián           | Uruguay         | 9     |
| Camilo Gómez               | Colombia        | 8     |
| Jhon Pinilla               | Colombia        | 7     |
| Marcelo Mescolatti         | Argentina       | 7     |
| Miguel Tapia               | Argentina       | 6     |
| Jorge Cuervo               | Colombia        | 6     |
| Steven Valentin G. Dillien | Bélgica         | 6     |
| Diego Abril                | Colombia        | 5     |
| Hicham Channouf            | Bélgica         | 4     |
| Afgan Rakhmanov            | Rusia           | 4     |
| Thierry Djedje             | Noruega         | 4     |
| Facundo Contreras          | Argentina       | 3     |
| Renzo Grasso               | Argentina       | 3     |
| Jorge Espinoza             | Paraguay        | 3     |
| Ever Salinas               | Paraguay        | 3     |
| Nicolás Saffe              | Paraguay        | 3     |
| Antonie Lemaire            | Bélgica         | 3     |
| Bilal El Merboh            | Bélgica         | 3     |
| Roman Senatorov            | Rusia           | 3     |
| El Hafid Abdessamade       | Marruecos       | 3     |
| Yassine Laaraj             | Marruecos       | 3     |
| Yassine Qoli               | Marruecos       | 3     |
| Thomas Lyngbø              | Noruega         | 3     |
| Grant Lynch                | Australia       | 2     |
| Rafael Duran               | Brasil          | 2     |
| Mariano Cardone            | Argentina       | 2     |
| Andrés Murillo             | Colombia        | 2     |
| Dimas Alejandro Rodríguez  | Colombia        | 2     |
| Oscar Caceres              | Paraguay        | 2     |
| Mauricio Fabián            | Uruguay         | 2     |
| Mihal Zapletin             | Rusia           | 2     |
| Sergej Harin               | Rusia           | 2     |
| Artiom Yakubov             | Bielorrusia     | 2     |
| Tesliuk                    | Bielorrusia     | 2     |
| Martin Sop                 | República Checa | 2     |
| Miroslav Rott              | República Checa | 2     |
| Bilal Amin                 | Marruecos       | 2     |
| Ahmed El Hammouchi         | Marruecos       | 2     |
| Humberto Moreno            | Venezuela       | 2     |
| Enderson Suarez            | Venezuela       | 2     |
| Christian Ersland          | Noruega         | 2     |
| Jørgen Bjelland            | Noruega         | 2     |
| Matthew Hoole              | Australia       | 1     |
| Diego Hernán Vázquez       | Argentina       | 1     |
| Diego Koltes               | Argentina       | 1     |
| Gonzalo Pires              | Argentina       | 1     |
| Jhon Fredy Celis           | Colombia        | 1     |
| Felipe Echavarría          | Colombia        | 1     |
| Diego Castillo             | Colombia        | 1     |
| Cristifer Tuto Martínez    | Colombia        | 1     |
| Soufiane Tigra             | Bélgica         | 1     |
| Doumien Vanderveck         | Bélgica         | 1     |
| Angelo de Brant            | Bélgica         | 1     |
| Augusto Fabricio           | Uruguay         | 1     |
| Elio Fabián                | Uruguay         | 1     |
| Leonardo                   | Uruguay         | 1     |
| Esteban                    | Uruguay         | 1     |
| Markov Konstantin          | Rusia           | 1     |
| Boris Vardanjan            | Rusia           | 1     |
| Andrej Chibirev            | Rusia           | 1     |
| Alekséi Nalivaiko          | Bielorrusia     | 1     |
| Vladislav Seliuk           | Bielorrusia     | 1     |
| Tomas Abrhám               | República Checa | 1     |
| Tomas Fitchner             | República Checa | 1     |
| Ahmed Ajouaou              | Marruecos       | 1     |
| Smail El Faroussi          | Marruecos       | 1     |
| Carlos Méndez              | Venezuela       | 1     |
| Marco Colina               | Venezuela       | 1     |
| Robert Mena                | Venezuela       | 1     |
| Paolo Sánchez              | Venezuela       | 1     |
| Roberto Ramos              | Venezuela       | 1     |
| Anton Bahna                | Eslovaquia      | 1     |
| Milos Hubočan              | Eslovaquia      | 1     |
| Michal Németh              | Eslovaquia      | 1     |
| Vladimir Papajčík          | Eslovaquia      | 1     |
| Libor Tazky                | Eslovaquia      | 1     |
| Jozef Papez                | Eslovaquia      | 1     |
| Jakub Baranovič            | Eslovaquia      | 1     |
| Dannick Koeiman            | Curazao         | 1     |
| Luigino Hoyer              | Curazao         | 1     |
| Stallone Isenia            | Curazao         | 1     |
| Jean Paulleta              | Curazao         | 1     |
| Adilet Kultaev             | Kirguistán      | 1     |
| Daniar Abdraimov           | Kirguistán      | 1     |

### Valla menos vencida
| Jugador      | Selección | Goles |
| ------------ | --------- | ----- |
| Óscar García | Colombia  | 6     |

### Mejor jugador
| Jugador      | Selección |
| ------------ | --------- |
| Jhon Pinilla | Colombia  |